# Mackenzie Kingeiland
 Mackenzie Kingeiland (Engels: Mackenzie King Island) is een van de Koningin Elizabetheilanden in de Canadese Arctische Archipel en ligt in de Noordelijke IJszee. Het gebied ten westen van 110° westerlengte behoort bestuurlijk tot het territorium Northwest Territories, het gebied ten oosten daarvan tot Nunavut.
Het eiland is onbewoond en heeft een oppervlakte van 5.048 km² groot. Het is overwegend vlak en komt slechts hier en daar boven de 300 m uit.
In 1915 werd het ontdekt door poolonderzoeker Vilhjalmur Stefansson hoewel hij dacht dat het een deel van het noordelijker gelegen Bordeneiland was. In 1947 werd deze vergissing ontdekt en twee jaar later werd het eiland vernoemd naar de voormalige Canadese premier William Lyon Mackenzie King.